# Gołąbkowate
Gołąbkowate (Russulaceae Lotsy) – rodzina grzybów z rzędu gołąbkowców (Russulales).

## Charakterystyka
Rodzina Russulaceae zawiera gatunki naziemnych grzybów wytwarzających owocniki mięsiste o hymenoforze blaszkowym. U niektórych miąższ po przełamaniu przebarwia się. Zarodniki gołąbkowatych są brodawkowane, a ich wysyp barwy białej, kremowej lub żółtej.

## Systematyka
Pozycja w klasyfikacji według Index Fungorum: Russulales, Incertae sedis, Agaricomycetes, Agaricomycotina, Basidiomycota, Fungi.
Według aktualizowanej klasyfikacji Index Fungorum bazującej na Dictionary of the Fungi do rodziny tej należą rodzaje:
- Boidinia Stalpers & Hjortstam 1982
- Gloeopeniophorella Rick 1934
- Lactarius Pers. 1797– mleczaj
- Lactifluus (Pers.) Roussel 1806
- Multifurca Buyck & V. Hofst. 2008
- Pseudoxenasma K.H. Larss. & Hjortstam 1976
- Russula Pers. 1796 – gołąbek

Nazwy polskie według W. Wojewody z 2003 r.